# ماریا خوزه مونتی‌یل
ماریا خوزه مونتی‌یل (اسپانیایی: María José Montiel‎) خواننده متزوسوپرانو اپرا اهل اسپانیا است.
او دانش‌آموختهٔ «هنرستان سلطنتی مادرید» است و تاکنون برندهٔ جوایز گوناگونی در زمینه خوانندگی اپرا شده است و در مراکز بزرگ و مشهور اپرای اسپانیا و جهان برنامه اجرا کرده است.